# Gonomyia biensis
Gonomyia biensis är en tvåvingeart som beskrevs av Alexander 1978. Gonomyia biensis ingår i släktet Gonomyia och familjen småharkrankar. Inga underarter finns listade i Catalogue of Life.